# Elena Lazkano
Elena Lazkano Ortega (San Sebastián, Guipúzcoa, 26 de septiembre de 1969) es profesora en la Facultad de Informática de la Universidad del País Vasco (UPV/EHU), y conocida por sus investigaciones en Robótica móvil, Sistemas basados en el comportamiento, Visión por Computador, e Inteligencia Artificial.
Tras finalizar en 1992 la Licenciatura en Informática en la Facultad de Informática de la Universidad del País Vasco, en 1993 cursó el Máster en Inteligencia Artificial en la Universidad Católica de Lovaina (Bélgica); a continuación obtuvo una beca del Gobierno Vasco para realizar la tesis doctoral, y obtuvo una plaza de profesora asociada en el Departamento de Ciencias de la Computación e Inteligencia Artificial en 1996. Desde entonces ha impartido docencia en varias asignaturas tanto de Sistemas de Control como de Robótica.
El trabajo investigador de Elena Lazkano se desarrolla dentro del grupo RSAIT de Robótica y Sistemas Autónomos. Ella es la representante de la UPV/EHU en la Red de Investigación Europea EuRobotics que diseña la estrategia de investigación en robótica a nivel europeo para la convocatoria Horizon 2020.
Lazkano lidera, entre otros proyectos, el denominado “BertsoBot”, en el que se implementa una simplificación de un paradigma de comunicación Persona-Robot: el robot recibe un tema y sobre ese tema que debe crear, en menos de un minuto, una poesía y luego cantarla. Este proyecto se realiza en colaboración con grupos de investigación como Îxa Taldea y Aholab, ya que aglutina varias áreas de investigación (lingüística, procesamiento del lenguaje natural, aprendizaje automático, estadística y robótica). Este proyecto también ha servido para divulgar los avances obtenidos en estas áreas de investigación, ya que las actuaciones de robots suelen reunir concurridas audiencias y normalmente despiertan buena acogida en los medios de comunicación.

Lazkano ha publicado más de 30 artículos en congresos internacionales. Adicionalmente también ha publicado más de diez aportaciones científicas en euskera. Ha participado como representante de la Facultad de Informática de la UPV/EHU en el ciclo de conferencias Jakin-mina organizadas por Jakiunde para acelerar el desarrollo intelectual y personal de jóvenes motivados académicamente. También es colaboradora de la asociación First Lego League-Euskadi dirigida a estudiantes con pasión por la robótica.
Elena Lazkano participa en las actividades del grupo e-makumeak desde su creación. Este grupo intenta recoger y divulgar información sobre la situación de la mujer en Ingeniería Informática.

## Libros
- Robot mugikorrak. Oinarriak (UEU, 2011) 
Robots móviles. Conceptos básicos.[10]
- Sistema eragileen deskribapen funtzionala. (UPV-EHU, 1995) 
Visión funcional de los sistemas operativos.[11]